# Selebi Pikwe
Selebi Pikwe è una città del Botswana, con una popolazione di 49 411 abitanti. Si trova nel distretto Centrale.
Da un punto di vista amministrativo, costituisce un'entità di primo livello insieme alle altre 5 maggiori città: Gaborone, Francistown, Lobatse, Jwaneng e Sowa Town.

## Governo e infrastrutture
Il Botswana Prison Service (BPS) gestisce la prigione di Selebi-Phikwe.
L'area industriale di Phikwe fornisce locali per fabbriche e aziende commerciali come accessori per la miniera. Le società di costruzioni includono Watson, GSP, ecc., SP Electricals, Britannia Backers, George Backers e Change and CO.
La città ospita anche la guarnigione militare orientale gestita dalla Botswana Defence Force.
Voice of America Botswana Shortwave Relay Facility: nel 1991 il VOA ha inaugurato un trasmettitore a onde corte a Moepeng Hill, a circa 20 km. da Selebi-Phikwe, un centro minerario di nichel e rame. Di proprietà congiunta di VOA e Radio Botswana, la stazione operava in onde medie dal 1981.

## Località
- Bontleng (Extension 161)
- Botshabelo North
- Botshabelo South
- Botswana Defence Force
- Extension 1
- Extension 12
- Extension 13
- Extension 2
- Extension 3
- Extension 4
- Extension 5
- Extension 6
- Extension 7 (The Mall)
- Industrial Site
- Industrial Site Extension 15
- Kagiso
- Mekoro
- Phase 1 (Ext 162)
- Phase 1 (Ext 163)
- Phase 1 (Ext 164)
- Phase 1 (Ext 165)
- Phase 1 (Ext 166)
- Phase 1 (Ext 167)
- Phase 1 (Ext 168)
- Phase 1 (Ext 169)
- Phase 1 (Ext 170)
- Phase 1 (Ext 171)
- Phase II (Ext 173)
- Phase II (Ext 174)
- Pimville
- Power Station
- Prisons+Prison Houses Ext 12
- Selibe-Phikwe Mine
- Selibe-Phikwe S. School
- Selibephikwe Township
- Sesame
- Water Works